# Henry Ruggs III
Henry Ruggs III (* 24. Januar 1999 in Montgomery, Alabama) ist ein ehemaliger US-amerikanischer American-Football-Spieler auf der Position des Wide Receivers in der National Football League (NFL). Er spielte College Football für die Alabama Crimson Tide und wurde beim NFL Draft 2020 an zwölfter Stelle von den Las Vegas Raiders ausgewählt. Im November 2021 verursachte Ruggs unter Alkoholeinfluss einen tödlichen Autounfall. Seit 2023 verbüßt er eine mehrjährige Haftstrafe.

## Frühe Jahre
Ruggs besuchte die Robert E. Lee High School in Montgomery, Alabama. Als Senior hatte er 38 Passempfänge für 639 Yards und insgesamt 20 Touchdowns in neun Spielen. Ruggs entschied sich für die University of Alabama, um College Football zu spielen.

## College
Als Erstsemester in Alabama im Jahr 2017 hatte Ruggs 12 Passempfänge für 229 Yards und sechs Touchdowns. Im zweiten Studienjahr 2018 hatte er 46 Passempfänge für 741 Yards und 11 Touchdowns. Als Junior im Jahr 2019 hatte er 40 Passempfänge für 746 Yards und sieben Touchdowns. Am 6. Januar 2020 kündigte Ruggs an, dass er auf sein letztes Jahr verzichten und am NFL Draft 2020 teilnehmen werde.

## NFL
| Größe                     | Gewicht        | Armlänge          | Handgröße        | 40-Yard Sprint | 10-yd Split | 20-yd Split | 20-yd Shuttle | 3 Cone Drill | Vertikaler Sprung | Weitsprung           |
| ------------------------- | -------------- | ----------------- | ---------------- | -------------- | ----------- | ----------- | ------------- | ------------ | ----------------- | -------------------- |
| 1,80 m (5 ft 11 in)       | 85 kg (188 lb) | 77 cm (30 1⁄2 in) | 26 cm (101⁄8 in) | 4,27 s         |             |             |               |              | 1,07 m (42 in)    | 3,33 m (10 ft 11 in) |
| Alle Wert vom NFL Combine |                |                   |                  |                |             |             |               |              |                   |                      |

Im NFL Combine 2020 lief Ruggs den 40 Yard Dash in 4,27 Sekunden, die viertschnellste Zeit seit Beginn der elektronischen Zeitmessung im Jahr 1999. Er wurde im NFL Draft 2020 an zwölfter Stelle von den Las Vegas Raiders ausgewählt. Damit war er der erste Wide Receiver, welcher im NFL Draft 2020 gewählt worden ist. An Stelle 15 wurde sein ehemaliger College-Teamkollege Jerry Jeudy ausgewählt, damit wurde erstmals in der Geschichte des NFL Drafts in der Top 15 eines Drafts zwei Receiver eines Colleges gedraftet.
Als Rookie kam Ruggs in 13 Spielen zum Einsatz, davon 12-mal als Starter. Er fing 26 Pässe für 452 Yards Raumgewinn und zwei Touchdowns.

## Autounfall
Am Morgen des 2. November 2021 war Ruggs in einen schweren Verkehrsunfall in Las Vegas verwickelt, der ein Todesopfer forderte. Er selbst wurde dabei leicht verletzt. Wenig später wurde bekannt, dass wegen des Verdachts auf Fahren unter Einfluss psychoaktiver Substanzen Anklage gegen Ruggs erhoben werden würde. Daraufhin wurde er noch am selben Tag von den Raiders entlassen. Zum Unfallzeitpunkt hatte Ruggs eine Blutalkoholkonzentration von 1,61 Promille. Im August 2023 wurde er zu einer Haftstrafe von drei bis zehn Jahren verurteilt, die er im Stewart Conservation Camp absitzt.